# Psilocybe crobula
Psilocybe à toupet
Espèce
Psilocybe crobula, le Psilocybe à toupet, est une espèce de champignons toxiques et hallucinogènes de la famille des Strophariaceae.

## Systématique
Le nom correct complet (avec auteur) de ce taxon est Psilocybe crobula (Fr.) Singer, 1962,,.
L'espèce a été initialement classée dans le genre Agaricus sous le basionyme Agaricus crobulus Fr., 1838,.
Psilocybe crobula a pour synonymes :
- Agaricus crobulus Fr., 1838
- Deconica crobulus (Fr.) Romagn. (1937), 1937
- Geophila crobula (Fr.) Kühner & Romagn., 1953
- Hylophila crobula (Fr.) Quél., 1886
- Naucoria crobula (Fr.) Quél., 1872
- Psilocybe crobula (Fr.) Singer, 1962
- Psilocybe inquilina var. crobula (Fr.) Høil., 1978
- Tubaria crobula (Fr.) P.Karst., 1879

## Publications originales
- Sous le taxon Agaricus crobulus :
  - Elias Fries, Epicrisis Systematis mycologici (œuvre écrite), Inconnu, Uppsala, 1838, [lire en ligne].
- Sous la nouvelle combinaison Psilocybe crobula :
  - (en) Rolf Singer, « Diagnoses Fungorum novorum Agaricalium II », Sydowia, Verlag Ferdinand Berger & Söhne (d), vol. 15,‎ avant 1962, p. 45-83 (ISSN 0082-0598, OCLC 1767032, lire en ligne).